# Jakab Sámuel
Jakab Sámuel (Jakab Samu; Szásznádas, 1931. november 19. – 2023. október 31.) erdélyi magyar geológus, földrajzi szakíró.

## Életútja
Szásznádason született. Középiskoláit Erzsébetvárosban és a marosvásárhelyi Bolyai Farkas Líceumban (1951), egyetemi tanulmányait a kolozsvári Babeș–Bolyai Tudományegyetem természeti földrajz szakán (1960) végezte. Geológus, talajkutató Kolozsváron (1961–62), majd a Talajtani és Agrokémiai Hivatal munkatársa Marosvásárhelyen. Később a marosvásárhelyi Gyümölcstermesztő Kutatóállomás munkatársa. Az országos Talajtani Társaság talajgenetikai és rendszertani bizottságának tagja; a bukaresti egyetemen védte meg doktori értekezését negyedkori lejtőfolyamatokról és képződményekről a Küküllő menti dombvidéken (1977).
Az 1989-es romániai forradalom után részt vett a Romániai Magyar Gazdák Egyesülete (RMGE) Maros megyei szervezetének megalapításában.  Számos előadást tartott, s tanácskozásokon vett részt, köztük 2001. május 8-án a Nyárád menti kisrégiós tanácskozáson. 1993-tól a 2000-es évek elejéig a magyarországi Szent István Egyetem nyárádszeredai kihelyezett kertészeti tagozatának dékánja volt. A 2004-ben alakult Magyar Kertésztársaság elnökévé választották a nyárádszeredai kertész tagozaton végzett öreg diákok, közben az Erdélyi Múzeum-Egyesület (EME) Agrártudományi szakosztályának elnökségi teendőit is ellátta.

## Szakírói munkássága
A földrajztudományok köréből elsősorban a talajgenetika, talajföldrajz és lejtőfejlődés folyamataival foglalkozik; figyelemreméltóak orvosföldrajzi megfigyelései is. Szakcikkei a talaj antropogén hatású változásairól hazai szakfolyóiratokban és kiadványokban, többek közt a bukaresti Buletinul Societăţii de Ştiinţe Geografice, Ştiinţa Solului, továbbá a kolozsvári Studii şi Cercetări de Agronomie hasábjain s a marosvásárhelyi Megyei Múzeum Studii şi Materiale c. évkönyvében jelentek meg. Írásait közölte a budapesti Geographica Medica és a pozsonyi Neoplasma is. Ismeretterjesztő írásaival A Hét, Falvak Dolgozó Népe, Előre, Vörös Zászló, Igazság, Tanügyi Újság, később a Népújság oldalain jelentkezett. A Bekecsalja című nyárádszeredai lapban a magyar nyelvű erdélyi mezőgazdasági felsőoktatásról cikkezett.

## Kötetei
- Életünk és a termőtalaj; Dacia, Kolozsvár, 1985 (Antenna)
- Talaj és környezet; Trisedes, Sepsiszentgyörgy, 1998[8]
- Szabó Miklós–Jakab Sámuel: Mesél a múlt. Csíkjenőfalva 800 éves története; Mentor, Marosvásárhely, 2001 (Erdély emlékezete)
- Jakab Sámuel–Füleky György: Környezetvédelem – talaj; Nemzeti Tankönyvkiadó, Bp., 2004 (Többnyelvű fogalomtár)
- Termőföldünk az őstelevény. Talajismertető; Mentor, Marosvásárhely, 2004
- Életünk forrása, a termőföld. Talajtan- és környezettudomány-népszerűsítő írások; Mentor, Marosvásárhely, 2009